# Mathias Flensburg
Mathias Flensburg, född 24 september 1779 i Tolånga socken, död 22 januari 1851 i Malmö, var en svensk affärsman och skeppsredare. Han var far till August, Oscar och Theodor Flensburg samt farbror till Wilhelm Flensburg.
Mathias Flensburg var son till prosten Pehr Flensburg. Modern dog då han var sex år gammal och då han var tolv dog även fadern, och han måste då börja försörja sig. Han var 1792–1796 anställd hos handlanden Lorens Faxe och därefter hos dennes son Cornelius Faxe där han 1799 blev bokhållare. År 1805 startade han egen affärsverksamhet och erhöll 1806 burskap i Malmö. Till en början drevs affärerna i liten skala men efter den stora affärskraschen i Malmö 1817 där Flensburg klarade sig oskadd fick hans affärer sin stora uppsving. 1827 inköpte han Flensburgska huset i Malmö. Han kom efterhand att förutom handel att ägna sig åt redarverksamhet och blev med tiden den främste redaren i Malmö. Tillsammans med Lorentz Isak Bager bildade han 1837 ett bolag lät bygga det första ångfartyget för trafik i staden. Han var även en av grundarna av Malmö sparbank 1824 och medlem i dess styrelse fram till sin död. Han var även ledamot av Malmö hamndirektion, av navigationsskolan i Malmö där han också var en av grundarna, av styrelsen för sjömanshuset och ordförande för Malmö sjöassuranceförening. Flensburg blev riddare av Vasaorden 1845.